# Cólofon (tipografia)

O cólofon ou colofão designa a nota final de um manuscrito ou de um livro impresso, principalmente dos incunábulos.
O termo "colophon" deriva do Latim colophon, que por sua vez deriva do Grego κολοφων ("cume", "topo", ou "final").
Não deve ser confundido com a antiga cidade grega de Cólofon, situada na ásia menor, a partir da qual o termo colofónia, ou resina retirou o nome.
Encontra-se normalmente em um cólofon as seguintes informações:
- o nome do autor do livro;
- o título da obra;
- o nome do impressor e/ou do editor;
- o lugar e a data da impressão.

Também são encontrados desenhos, símbolos ou uma divisa. O cólofon desapareceu em razão da página de rosto, já que esta contém as mesmas informações na abertura da obra.
As palavras “fim” ou “finis”, e também “Laus Deos” (“Deus seja louvado”), após a conclusão de um texto, podem também ser consideradas colofões.